# Mondō (bouddhisme)
Mondō (問答, chinois : wenda) est un terme japonais utilisé dans le bouddhisme zen ainsi que dans le bouddhisme chan. Il signifie: question et réponse. Il décrit les phases d'interrogations où le disciple questionne le maître sur des sujets religieux de tel ou tel domaine qui répond en évitant de recourir à des explications théoriques.

## Exemples
Dans la pratique du zen, plusieurs mondô (souvent lapidaires) sont devenus par la suite des koân. Ainsi, par exemple, on trouve ces deux mondos, repris dans le célèbre ouvrage La Passe sans porte :
- « Un jour, un moine demanda au révérend Mont-de-la-Grotte (Tôzan): "Comment c'est la bouddhéité?" Mont-de-la-Grotte : "Trois livres de chanvre." [3]»
- « Un jour, un moine demanda à Zhaozhou : "Quel est le sens de la venue de l'Ouest du maître-patriarche [Bodhidharma] ?" Zhaozhou: "Le cyprès dans la cour !" [4]»